# Veronica Balaj
Veronica Balaj (n. 7 octombrie 1952) este o jurnalistă, poetă, prozatoare română, membră a Uniunii Scriitorilor din România.

## Biografie
S-a născut la 7 octombrie 1952 în orașul Târgu Mureș. A absolvit cursurile Facultății de Filologie a Universității din Timișoara, secția română-franceză. După absolvirea facultății a lucrat ca profesoară de limba și literatura română la Liceul „Al.Papiu Ilarian”  din TârguMureș în perioada 1974-1977 și ca redactor la Radio Târgu-Mureș (1977-1980). După mutarea în Timișoara a lucrat ca instructor la Centrul de Îndrumare a Creației Populare din județul Timiș, iar apoi, din 1989, ca redactor la Studioul de radio Timișoara.

### Activitatea literară
A fost membră a cenaclului „Pavel Dan” al Casei de cultură a studenților din Timișoara și a debutat cu reportaje în revista Orizont din Timișoara, în anul 1983. A colaborat la diverse publicații literare și culturale: Orizont, Contemporanul, Familia, Minerva, Zburătorul, Luceafărul, Poesis, Cronica, Vatra și profesional cu televiziunile TVR Timișoara și TV Europa Nova.
Primele creații literare de proză i-au fost publicate în paginile revistei Orizont în anul 1987. A debutat editorial în anul 1989 în volumul colectiv de proză scurtă În căutarea timpului prezent, publicat de Editura Facla din Timișoara. Debutul editorial individual a avut loc în anul 1991 cu volumul de proză scurtă Jurnal de Timișoara. În același an i-a apărut, în traducerea Rodicăi Draghincescu, volumul de proză scurtă Ne tirez plus, la Editura Radix din Namur, Belgia. Veronica Balaj a mai tradus (în colaborare) din scrierile lui G. Stenfort.

## Afilieri
- membră în Uniunea Scriitorilor din România, Filiala Timișoara din 1992;
- membră a Asociației Culturale Austria-România din Graz din anul 2006;
- membră în Asociația Scriitorilor de Limbă Română Québec din 2007;
- membră a Societății sud-est europene de studii canadienistice din 2008;
- vicepreședintă a Asociației Cultura e Solidarieta, „Athanor”, Roma din 2009;
- membru corespondent al Academiei Româno-Americane din Boston din anul 2012.

## Premii obținute
- premiul de Excelență al U. S. R., filiala Timișoara, (2000)
- premiul „Athanor”, al Asociației Culturale „Progetto Athanor”, Roma, (2008)
- diploma Merito H.C. jn Lettere, conferită de Accademia „Citta di Roma”, (2008)
- „Diploma di Merito d'Onore”, delle Citta di Porto cu colaborarea Binghamton University of N.Y.
- premiul Asociației Culturale „Austria pentru România”, Graz, Austria
- premiul „Lenau”, pentru poezie, Viena,(2009)
- premiul concursului internațional de poezie „Don Luigi di Liegro” Roma
- premiul „Itinerari di solidarietá e cultura”, (2010)
- diploma pentru colaborare interculturală la Festivalul Internațional de poezie de la Budapesta.[6]
- Premiul Ioan Slavici pentru literatură, 2013[7]
- Premiul "Cerneala albastra," Tel Aviv, 2013
- diploma de onoare „Orizonturi Universitare” Timișoara, 2014
- Medalia asociatiei culturale "Lucian Blaga," Madrid, 2017
- Diploma si medalia jubiliara, "Centenarul Unirii," din partea asociatiilor culturale din Montreal, 2018

## Opera
- În căutarea timpului prezent, volum colectiv, Editura Facla, Timișoara, 1989
- Valsul muzelor, Timișoara, 1989
- Jurnal de Timișoara, proză scurtă, Timișoara, 1991
- Ne tirez plus, proză scurtă, Editura Radix, Namur, Belgia, 1991
- Parisul fără mine, reportaje, Editura Popa’s Art, Timișoara, 1992
- Paris sans moi, reportaje, Editura L’Ouest, Angoulême, Franța, 1992
- Sărbători amânate, roman, Timișoara, 1993
- Ploua la Troia, proză scurtă, Timișoara, 1995
- Vara himerelor, roman, Timișoara, 1996
- Andrada și Prințul Vis, povestire pentru copii, 1996
- Crinul – cofetărie pentru doamne. Prozatoare timișorene contemporane, în colab., Timișoara, 1997
- Cu îngerul la arat/Ploughing with the Angel, poeme, ed. bilingvă, traducere în limba engleză de Antuza Genescu, Editura Mirton, Timișoara, 1997
- Legenda din Țara Moților, coautor Stela Simon, Timișoara, 1998
- Interviuri cu Florentin Smarandache, Târgoviște, 1998
- Istoria clipei la microfon - Jurnalism Radio, Editura Augusta, Timisoara, 1999
- Ritualuri de scrib/The Rituals of the Scribe, versuri, ed. bilingvă, traducere în limba engleză de Antuza Genescu, Editura Excelsior, Timișoara 1999
- Cafeneaua anticarului/Le café du bouquiniste, versuri, ed. bilingvă, versiunea franceza de Claudiu Soare, editura Vinea, București, 1999
- Între alb și noapte, poeme, Editura August, Timișoara, 2000
- Zile de sticlă, proză scurtă, Editura Augusta, Timișoara, 2000
- Școala din pavilionul cu soare, Timișoara, 2000
- Baltazara, roman, Timișoara, 2001, traducere în limba italiană de Marcella Marone, 2004
- Băutori de nepăsări/Sippers of Indolence/Bouveurs de nonchalance, poeme, ed. în română, franceză [traducere Rodica Opreanu], engleză [traducere Antuza Genescu], Editura Art Press, Timișoara, 2002
- Fuga nel cerchio, traducere în limba italiană de Laura Mara, 2004
- Carnavalul damelor, Editura Hestia, Timișoara, 2005
- De șapte ori viața - Siebenmal das Leben, proză scurtă, Editura Mirton, Timișoara, 2004
- Între noi soarele nordic, edit. Antrhops, Timișoara 2006
- Între noi soarele nordic, ediție revizuită și adăugită, Editura Atticea, 2007
- Poeme în civil, ediție română-engleză, poeme, editura Hestia, Timișoara, 2006
- Puzzle venețian, proza poematică, ed. Hestia, Timișoara, 2008
- Areopagus, convorbiri cu scriitori din diaspora, coautor Cristina Mihai, editura Atticea, 2008, Timișoara
- Piruiete pe catalige/Pirueten auf Selzen, ediție româno-germană, editura Brumar, Timișoara, 2009
- Iarna revederii, proză, editura Atticea, 2009, Timișoara
- Exil de zi și noapte/Exil de jour et de nuit, Editura Anthropos, Timișoara, 2010
- Podul soarelui, versuri, Editura Fundației pentru Cultură și Învățământ Ioan Slavici, Timișoara, 2011
- Scut iluzoriu, poeme, ediție româno-ebraică, Editura Zur-Ott, Ierusalim, 2012
- Ierusalim-Jerusalem, poeme, ediție româno-engleză-ebraică, Editura Zur-Ott, Ierusalim, 2013
- Cina Lupilor, roman, Editura Cronica, Iași, 2013
- Orașul Alb, proză scurtă, Editura Partoș, Timișoara, 2014
- Coordonate Critice, activitate literară - referințe critice - note biografice, Editura Mușatinia, Roman , 2014
- Puzzle venețian - De șapte ori viața - Între noi soarele nordic, reeditare în colecția Opera Omnia, editura Tipo-Moldova, Iași, 2014
- Mătase și cafea rece elvețiană/Seda y cafe suizo frio, proza scurta, Editura Eurostampa, Timișoara, 2015
- Solilocvii, poeme, ediție română-engleză, traducere Eva Halus, Editura Mușatinia, Roman, 2016
- Convorbiri cu personalități românești din Montreal, vol. 1, coautor Eva Halus, Editura Hye Grafix, Montreal, 2017
- Poeme/Poemas, Editura Mușatinia, Roman, 2017
- Tentația cuvântului, interviuri, Editura Mirton, Timișoara, 2017
- Convorbiri cu personalități românești din Montreal, vol. 2, coautor Eva Halus, Editura Hye Grafix, Montreal, 2018